# Kennedy (Familie)

Das John F. Kennedy vom Chef-Heraldiker von Irland verliehene Familienwappen

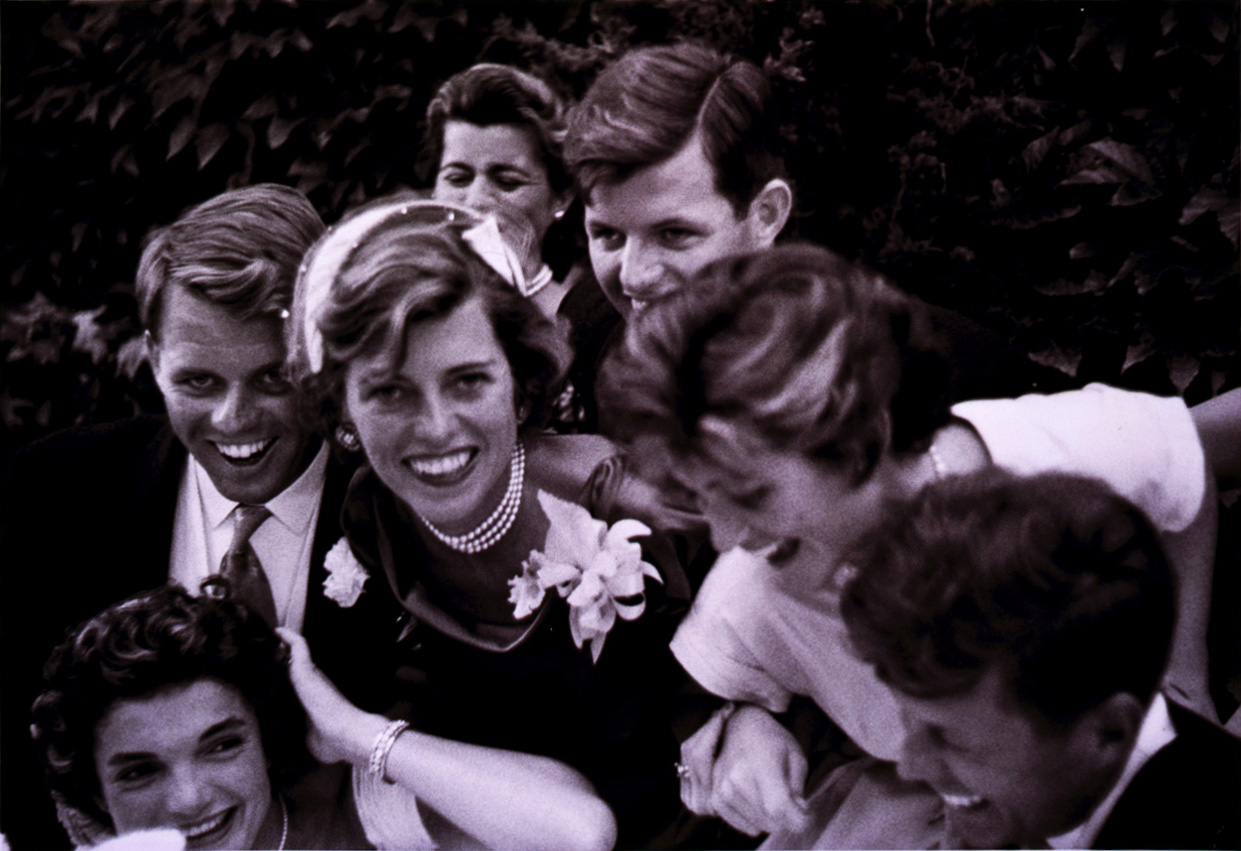
John F. Kennedys Hochzeit 1953 (rechts unten John F., links Robert F. Kennedy, oben Edward Kennedy)

Die Familie Kennedy (bekannt als Kennedy-Clan oder Kennedy-Dynastie) ist eine einflussreiche irisch-amerikanische Familie, aus der viele Geschäftsleute und Politiker hervorgingen und deren berühmtestes Mitglied der US-Präsident John F. Kennedy war.

## Herkunft
Die Kennedys stammen aus Irland. Der anglisierte Familienname Kennedy leitet sich von irisch Ó Cinnéide bzw. Ó Cinnéidigh, „Nachfahr des Cinnéidigh“, her. Cinnéidigh ist ein Personenname, der „behelmter Kopf“ bedeutet, und auf Cinnéidigh, einem Neffen des Brian Boru, Bezug nimmt. Das 1961 vom Chef-Heraldiker (Chief Herald) von Irland verliehene Familienwappen nimmt Bezug auf das Wappen der O’Kennedys, einst Könige von Ormond (Ostmunster), und den FitzGeralds, einst Grafen von Desmond, als mögliche Vorfahren der Kennedys. Patrick Kennedy (1823–1858) aus Dunganstown im County Wexford, ein Bauer und Küfer auf der Flucht vor der Hungersnot in Irland 1845–1849, lernte auf der langen Überfahrt nach Amerika seine spätere Frau Bridget kennen. Sie hatten vier Kinder. Ihr Sohn Patrick Joseph Kennedy (1858–1929), erfolgreicher Unternehmer und als Abgeordneter von Massachusetts der erste Politiker der Familie, heiratete eine Politikertochter, Mary Augusta Hickey. Aus dieser Ehe stammt Joseph Patrick Kennedy, der Gründer des eigentlichen Kennedy-Clans. Der Familiensitz befindet sich seit 1927 in Hyannis Port, Massachusetts.

## Genealogie
- Joseph Patrick Kennedy (1888–1969), verheiratet mit Rose Kennedy (1890–1995).

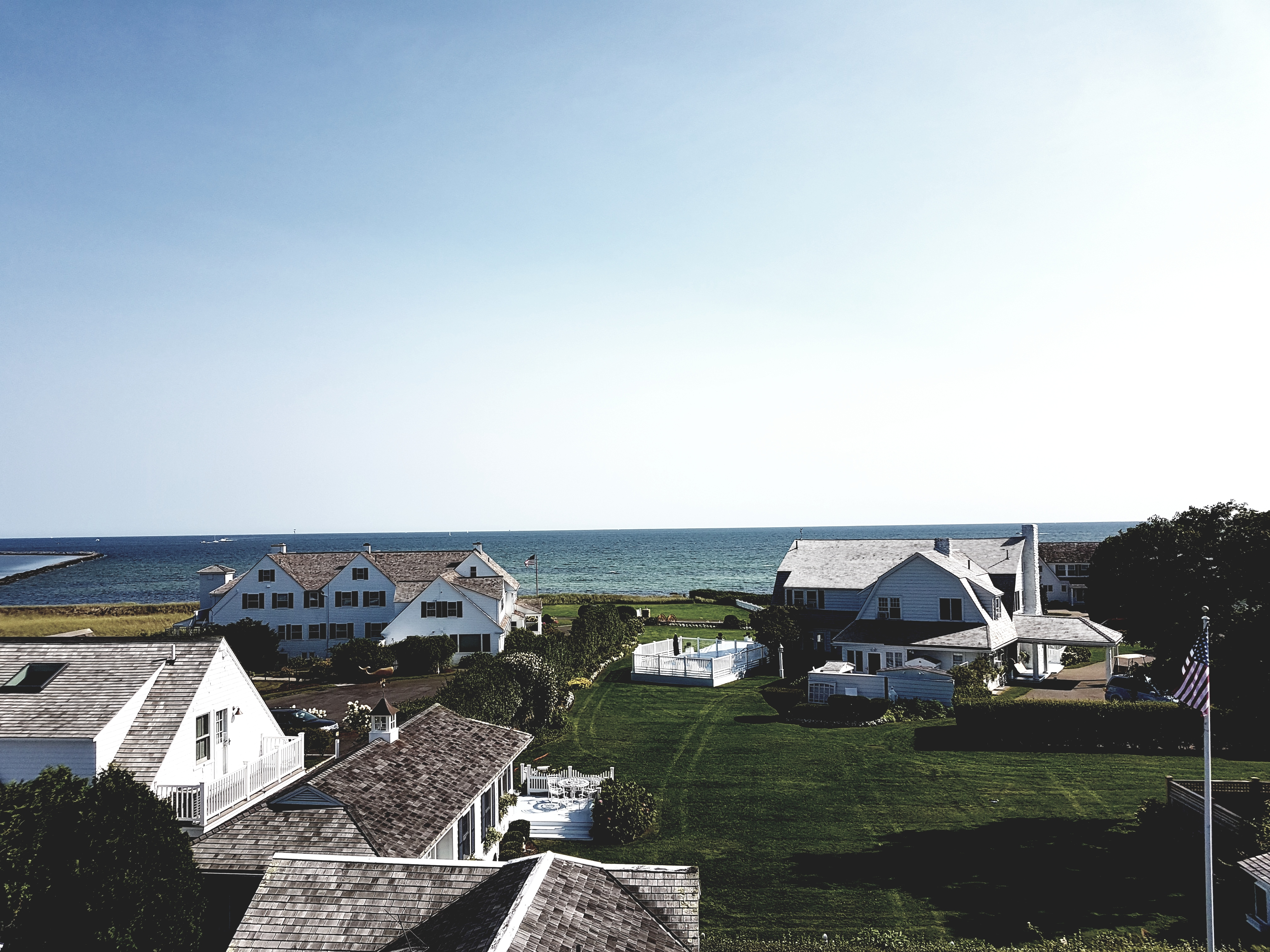
Der Familiensitz in Hyannis Port, Massachusetts, erworben 1928 von Joseph Patrick und Rose Kennedy. Während seiner Präsidentschaft Landsitz von John F. Kennedy, nach Roses Tod bis 2009 bewohnt von Edward „Ted“ Kennedy; das Haupthaus heute Teil des Edward M. Kennedy Institute for the United States Senate, das Nebengebäude Wohnsitz seiner Witwe.

  - Joseph Patrick Kennedy jr. (1915–1944)
  - John Fitzgerald Kennedy (1917–1963), 35. Präsident der Vereinigten Staaten; verheiratet mit Jacqueline Bouvier (1929–1994). Kinder:
    - Arabella Kennedy (Totgeburt 1956)
    - Caroline Kennedy (* 1957), verheiratet mit Edwin Arthur Schlossberg. Kinder:
      - Rose Kennedy Schlossberg (* 1988)
      - Tatiana Celia Kennedy Schlossberg (* 1990)
      - John Schlossberg (* 1993)

    - John Fitzgerald Kennedy Jr. (1960–1999), verheiratet mit Carolyn Bessette-Kennedy (1966–1999)
    - Patrick Bouvier Kennedy (1963–1963)

  - Rosemary Kennedy (1918–2005)
  - Kathleen Cavendish (1920–1948), verheiratet mit William Cavendish, Marquess of Hartington (1917–1944)
  - Eunice Shriver (1921–2009), verheiratet mit Robert Sargent Shriver Jr. (1915–2011). Kinder:
    - Robert Sargent Shriver III. (* 1954), Filmproduzent
      - Natasha Hunt Lee (* 1997)
      - Rosemary Scarlett Shriver (* 2009)

    - Maria Shriver (* 1955), verheiratet mit Arnold Schwarzenegger (* 1947). Kinder:
      - Katherine Eunice Schwarzenegger Pratt (* 1989), verheiratet mit Chris Pratt
      - Christina Maria Aurelia Schwarzenegger (* 1991)
      - Patrick Arnold Shriver Schwarzenegger (* 1993)
      - Christopher Sargent Shriver Schwarzenegger (* 1997)

    - Timothy Shriver (* 1959), Vater von
      - Sophia Rose Shriver (* 1987)
      - Timothy Perry Shriver jr. (* 1988)
      - Samuel Kennedy Potter Shriver (* 1992)
      - Kathleen Potter Shriver (* 1994)
      - Caroline Shriver (* 1997)

    - Mark Kennedy Shriver (* 1964), Vater von
      - Mary Elizabeth Shriver (* 1998)
      - Thomas Kennedy Shriver (* 1999)
      - Emma Rose Shriver (* 2005)

    - Anthony Shriver (* 1965), Vater von
      - Teddy (* 4. September 1988),
      - Eunice Julia Shriver (* 4. Januar 1994)
      - Francesca Maria Shriver (* 13. Dezember 1994)
      - Carolina Fitzgerald Shriver (* 2001)
      - John Joseph Sargent Shriver (* 2009)

  - Patricia Kennedy Lawford (1924–2006), verheiratet mit Peter Lawford (1923–1984). Kinder:
    - Christopher Lawford (1955–2018), Vater von
      - David Christopher Kennedy Lawford (* 1987)
      - Savannah Rose Lawford (* 1990)
      - Matthew Valentine Lawford (* 1995)

    - Sydney Lawford (* 1956), Mutter von
      - James Peter McKelvy, Jr (* 1985)
      - Christopher Kennedy McKelvy (* 1987)
      - Patrick Ryon McKelvy (* 1989)
      - Anthony Lawford McKelvy (* 1992)

    - Victoria Lawford (* 1958), Mutter von
      - Alexandra Lawford Pender (* 1988)
      - Caroline Patricia Pender (* 1990)
      - Victoria Rose Pender (* 1993)

    - Robin Elizabeth Lawford (* 1961)

  - Robert Francis Kennedy (1925–1968), verheiratet mit Ethel Skakel (1928–2024). Kinder:
    - Kathleen Kennedy Townsend (* 1951), Mutter von
      - Meaghan Anne Kennedy Townsend (* 1977)
      - Maeve Fahey Kennedy Townsend (1979–2020), bei einem Kanu-Unfall mit ihrem 8-jährigen Sohn Gideon verunglückt
      - Rose Katherine Kennedy Townsend (* 1983)
      - Kerry Sophia Kennedy Townsend (* 1991)

    - Joseph Patrick Kennedy II (* 1952), Vater von
      - Matthew Rauch Kennedy (* 1980)
      - Joseph Patrick Kennedy III. (* 1980)

    - Robert Francis Kennedy jr. (* 1954), US-amerikanischer Rechtsanwalt, Umweltaktivist, Autor, Gesundheitsminister im Kabinett Trump II
      - Robert Francis Kennedy III. (* 1984), (1. Ehe)
      - Kathleen Alexandra Kennedy (* 1988), (1. Ehe)
      - Conor Richardson Kennedy (* 1994), (2. Ehe)
      - Kyra LeMoyne Kennedy (* 1995), (2. Ehe)
      - William Finbar Kennedy (* 1997), (2. Ehe)
      - Aidan Caohman Vieques (* 2001), (2. Ehe)

    - David Anthony Kennedy (1955–1984), starb an einer Überdosis Drogen
    - Mary Courtney-Kennedy (* 1956), Mutter von
      - Saoirse Roisin Kennedy Hill (1997–2019), starb an einer Überdosis Drogen

    - Michael LeMoyne Kennedy (1958–1997), starb bei einem Skiunfall, Vater von
      - Michael LeMoyne Kennedy jr. (* 1983)
      - Kyle Francis Kennedy (* 1984)
      - Rory Gifford Kennedy (* 1987)

    - Mary Kerry Kennedy (* 1959), Mutter von
      - Cara Ethel Kennedy Cuomo (* 1995)
      - Mariah Matilda Kennedy Cuomo (* 1995)
      - Michaela Andrea Cuomo (* 1997)

    - Christopher George Kennedy (* 1963), Vater von
      - Katherine Berner Kennedy (* 1990)
      - Christopher George Kennedy jr. (* 1992)
      - Sarah Louise Kennedy (* 1994)
      - Clare Rose Kennedy (* 1998)

    - Matthew Maxwell Taylor-Kennedy (* 1965), Vater von
      - Matthew Maxwell Taylor Kennedy jr. (* 1993)
      - Caroline Summer Rose Kennedy (* 1994)
      - Noah Isabella Rose Kennedy (* 1998)

    - Douglas Harriman-Kennedy (* 1967), Vater von
      - Riley Elizabeth Kennedy (* 1999)
      - Mary McCauley (* 2001)
      - Rowen Francis (* 2004)
      - George Skakel Kennedy (* 2007)
      - Anthony Boru Kennedy (* 2012)

    - Rory Kennedy (* 1968), verheiratet mit Mark Bailey, Mutter von
      - Georgia Elizabeth Kennedy-Bailey (* 2002)
      - Bridget Kennedy-Bailey (* 2004)
      - Zachary Corkland Kennedy Bailey (* Juli 2007).

  - Jean Kennedy Smith (1928–2020), verheiratet mit Stephen Edward Smith (1927–1990). Kinder:
    - Stephen Edward Smith, Jr (* 1957)
    - William Kennedy Smith (* 1960)
      - India Rose Smith (* 2012)
      - Stephen Smith (* 2013)

    - Amanda Mary Smith (* 1967), adoptiert, verheiratet mit Stephen Carter Hood, Mutter von
      - Stephanie Hood (* 2002)

    - Kym Maria Smith (* 1972), adoptiert, verheiratet mit Alfie Tucker

  - Edward „Ted“ Kennedy (1932–2009), verheiratet 1. mit Joan Bennett Kennedy (* 1936, geschieden 1982), 2. mit Victoria Reggie Kennedy (* 1954). Kinder:
    - Kara Ann Kennedy (1960–2011), Mutter von
      - Grace Kennedy Allen (* 1994)
      - Max Greathouse Allen (* 1996)

    - Edward Moore Kennedy jr. (* 1961), Vater von
      - Kiley Elizabeth Kennedy (* 1994)
      - Edward Moore Kennedy III. (* 1998)

    - Patrick Joseph Kennedy (* 1967), Vater von
      - Owen Patrick Kennedy (* 2012)
      - Nora Kara Kennedy (* 19. November 2013)
      - Nell Elizabeth Kennedy (* 29. November 2015)

## Tragödien
Aufgrund der vielen Tragödien, die die Familie Kennedy in Form von frühzeitigen Todesfällen, verursacht durch Unfälle, Attentate oder andere Katastrophen, ereilte, wird oft von dem sogenannten „Fluch der Kennedys“ bzw. dem „Kennedy-Fluch“ gesprochen, der auf der Familie liegen soll. Der angebliche Fluch traf vor allem die Kinder und Nachkommen des Geschäftsmannes Joseph P. Kennedy Sr. Attentate und Flugzeugabstürze sind dabei die häufigsten Manifestationen des „Fluchs“. Skeptiker argumentieren jedoch, dass es zum einen keine wissenschaftliche Grundlage für einen „Fluch“ gäbe und dass es besonders im Fall der Kennedys, einer Großfamilie, über mehrere Generationen nicht unwahrscheinlich sei, einige Tragödien zu erleben. Auch führen sie an, dass selbst verschuldete Ereignisse, wie das Erleiden einer Überdosis, rücksichtsloses Skifahren oder das Autofahren unter Trunkenheit, nicht als tatsächliche Tragödien zu bezeichnen seien.

### Chronologie
- 1941: Auf Wunsch ihres Vaters wurde an Rosemary Kennedy die umstrittene Lobotomie durchgeführt. Infolge dieser Gehirnoperation blieb sie ihr Leben lang behindert.[5]
- 1944:
  - 12. August: Der älteste Sohn, Joseph Patrick Kennedy jr., starb, als sein Flugzeug über dem Ärmelkanal explodiert.
  - 10. September: William Cavendish, der Ehemann von Kathleen, fiel während des Zweiten Weltkrieges in Belgien.[6]
- 1948: Am 13. Mai starb die zweitälteste Tochter Kathleen Kennedy-Cavendish bei einem Flugunfall über Frankreich.
- 1956: Am 23. August erlitt Jackie Kennedy eine Totgeburt. Das Mädchen sollte den Namen Arabella tragen.
- 1963:
  - 9. August: Patrick, das jüngste Kind von Jackie und John F. Kennedy, starb zwei Tage nach seiner Geburt.
  - 22. November: John F. Kennedy wurde in Dallas erschossen.
- 1964: Am 19. Juni entkam der Jüngste, Edward Kennedy, bei einem Flugunfall nur knapp dem Tod.
- 1966: Ethel Kennedys Bruder George Jordan Skakel Jr. verunglückte tödlich bei einem Flugzeugabsturz.[7]
- 1968: Am 5. Juni wurde auf Robert F. Kennedy geschossen, er starb einen Tag nach dem Attentat.
- 1969: Am 18. Juli verursachte Edward Kennedy einen Autounfall, bei dem die Wahlkampfhelferin Mary Jo Kopechne ertrank. Er überlebte erneut.
- 1973: Joe Kennedy, Sohn von Robert F. Kennedy, verursachte einen Autounfall, infolge dessen die Freundin seines Bruders David, Pam Kelly, querschnittgelähmt blieb.
- 1984: Am 25. April starb David A. Kennedy, Sohn von Robert Kennedy, an einer Überdosis Drogen.
- 1991: Am 29. März wurde William Kennedy Smith, Sohn von Jean Kennedy Smith, wegen der Vergewaltigung der 30-jährigen Patricia Bowman auf dem Familiensitz in Palm Beach, Florida, angeklagt und trotz Beweislage freigesprochen.
- 1997: Am 31. Dezember starb Michael LeMoyne Kennedy, Sohn von Robert F. Kennedy, bei einem Skiunfall. Kurz davor kam er in die Schlagzeilen, weil er eine Affäre mit der minderjährigen Babysitterin seiner Kinder hatte.
- 1999: Am 16. Juli starben John F. Kennedy jr., seine Frau Carolyn Bessette-Kennedy und deren Schwester Lauren Bessette bei einem Flugzeugabsturz vor Martha’s Vineyard.
- 2012: Am 16. Mai wurde Mary Richardson Kennedy (1959–2012), Ex-Frau von Robert F. Kennedy jr. und Mutter von vier seiner sechs Kinder, tot aufgefunden; die Behörden gingen von Suizid aus.
- 2019: Am 1. August wurde Saoirse Roisin Kennedy Hill (1997–2019), Enkelin von Robert F. Kennedy, tot aufgefunden; die Behörden gingen von einer Überdosis Drogen aus.[8]
- 2020: Am 2. April kamen Maeve Fahey Townsend (1979–2020), Enkelin von Robert F. Kennedy, und ihr Sohn Gideon (2011–2020) bei einem Freizeitunfall ums Leben.[9]

## Filme
- Vier Brüder, fünf Schwestern. Die Kennedys. 90-minütiger Dokumentarfilm von André Schäfer und Anna Steuber, Deutschland 2023.
- Die Kennedys. Serie in acht Episoden. Kanada, Vereinigte Staaten, 2011.
- Chappaquiddick. Vereinigte Staaten, 2017.